# Martin Kinnunen
Martin Anders Kinnunen, född 15 maj 1983 i Huddinge, är en svensk politiker (sverigedemokrat). Han är ordinarie riksdagsledamot sedan 2014, invald för Stockholms läns valkrets sedan 2018 (dessförinnan Göteborgs kommuns valkrets 2014–2018).

## Biografi
Kinnunen har sverigefinsk bakgrund. Han har avlagt filosofie kandidatexamen i nationalekonomi vid Stockholms universitet.
Kinnunen var förbundsordförande för Sverigedemokraternas ungdomsförbund Sverigedemokratisk Ungdom (SDU) åren 2005–2007. Han arbetade sedan som kanslisekreterare för Sverigedemokraternas riksorganisation i Stockholm, ett arbete som han lämnade hösten 2009, och som pressekreterare för partiet åren 2010–2014.
I valet 2014 blev Kinnunen invald i riksdagen. Han är sedan 2014 ledamot av miljö- och jordbruksutskottet och Sverigedemokraternas miljöpolitiska talesperson.
Den 6 december 2016 dömdes Kinnunen av Svea hovrätt till villkorlig dom och böter för bokföringsbrott i Sverigedemokraternas mediebolag Samtid & Framtid. Hovrätten prövade också om Kinnunen var lämplig att vara ledamot i Sveriges riksdag, men konstaterade att inget hinder fanns för att han skulle kunna fortsätta sitt uppdrag.